# Hope Logan
Hope Logan is een personage uit de Amerikaanse soapserie The Bold and the Beautiful (in Vlaanderen uitgezonden onder de titel Mooi en Meedogenloos).

## Personage
Hope is de dochter van Deacon Sharpe en Brooke Logan uit een onenightstand. Deacon was namelijk in die tijd de man van Bridget Forrester, een dochter van Brooke. Hope krijgt later iets met Liam Spencer, maar ziet hem vaak naar Steffy Forrester gaan. Ze waren in 2012 een paar maanden getrouwd en kwamen daarna pas jaren later weer echt bij elkaar en trouwde in 2018 opnieuw. Met Liam heeft ze een dochter Beth, vernoemd naar haar grootmoeder Beth Logan. In eerste instantie werd gedacht dat Beth doodgeboren was, waarmee Hope het heel erg zwaar had. Uiteindelijk bleek dat Beth in het ziekenhuis verwisseld was door een doodgeboren baby en door Steffy geadopteerd als Phoebe (naar haar overleden tweelingzus). Steffy's broer Thomas wist hiervan en probeerde dit geheim te houden vanwege zijn obsessie voor Hope in wie hij een adoptiemoeder zag voor zijn zoon Douglas, geboren uit een onenightstand met Caroline Spencer jr.. Hope trouwde met Thomas en adopteerde Douglas, maar toen de waarheid aan het licht kwam liet ze het huwelijk nietigverklaren. Phoebe werd weer Beth en keerde terug naar Hope en Liam. Thomas bleef echter in beeld door de gedeelde voogdij over Douglas en zijn werk als hoofdontwerper voor kledinglijn Hope for the Future (volgens hemzelf "Hope for our Future") totdat hij tijdens de voorbereidingen voor de doorstart werd ontslagen vanwege zijn poging om het huwelijk van vader Ridge en Brooke te ondermijnen. Hope probeerde HFTF voort te zetten met ontwerpen van Eric en Zende Forrester, maar deze wisten de pers niet te overtuigen. Thomas werd weer in genade aangenomen op strikte voorwaarde dat zijn obsessie voor Hope verleden tijd was. Al snel ging het mis; Hope bracht meer tijd door met Thomas dan met Liam, en tijdens de presentatie in Rome sloeg de vonk over. Liam betrapte ze op heterdaad en besloot te scheiden. Hope was er echter van overtuigd dat Liam Steffy terug wilde ondanks haar huwelijk met dokter John 'Finn' Finnegan, en stortte zich op Thomas. Dit viel niet bij iedereen in goede aarde; Brooke zag deze relatie al nooit zitten, en volgens Steffy speelt Hope met de gevoelens van Thomas. Hope heeft de scheiding van Liam nog niet verwerkt en daarom een huwelijksaanzoek van Thomas afgewezen.  